# Низак раст
Низак раст је развојни поремећај који постоји код индивидуе чија је телесна висина испод трећег перцентила (или испод 2 стандардне девијације) у односу на телесну висину здраве деце истог пола и узраста. Осим ниског раста који настаје услед дефицита хормона раста и резистенције рецептора на хормон раста описују се и друге форме ниског раста настале услед гастроинтестиналних поремећаја (малапсорпција, целијакија); ендокринолошких поремећаја (хипотиреоза); нефролошких обољења (хронична бубрежна инсуфицијенција); услед психосоцијалне депривације; јатрогене форме (примена кортикостероида).

## Основне дефиниције
Раст
Раст је сложен биолошки процес који се одвија под утицајем бројних генетских чинилаца и низа фактора из животне средине. Нормално раст спада у најпоузданији показатеља:
- доброг здравственог стања детета,
- адекватне исхране
- повољног психоемоционалног окружења.[2]

Физиолошки облик ниског раста
Код већине деце и адолесцената са ниским растом, не постоје органске болести, генетски или хормонски поремећаји, већ је телсана висина детета, у складу са висином или моделом раста родитеља или других блиских сродника (и упућује на породично низак или успорен раст). Највећи број ниске деце има родитеље и рођаке чија је висина знатно испод просечне - породични ниски раст (гестацијски низак раст). Она су наследила гене за низак раст. На рођењу та деца нису ситна ни незрела, само спорије расту, посебно између друге и четврте године. Код те деце скелетно сазревање одговара узрасту и пубертет се јавља у уобичајено време. Складно су грађена - обим главе одговара њиховој висини. Они израсту у ниску особу, као што су то и њихови родитељи.
Утом смислу правилно препознавањем физиолошких облика ниског раста, је битан медицински и друштвени проблем и задатак струке, јер се постављаwем исправне дијагнозе — ниског раста, избегава обимно, скупо и компликовано лабораторијско испитивање.
Патолошки облик ниског раста
Уколико код детета није препознат физиолошких облика ниског раста, задатак лекара је Да објасни узрок успореног раста, предочи прогнозу (најчешће повољну) у погледу висине у одраслом добу и отклони непотребну забринутост детета и његових родитеља. Рано откривање оних узрока поремећаја раста и развоја који могу успешно да се лече, побољшава крајњи исход терапије (недовољна исхрана, целијакија, недостатак хормона раста или хипотироидизам, прерани пубертет), омогућава бољу прогнозу (хроничне инфламаторне болести црева, болести бубрега), или може да спречи рађање другог оболелог детета у породици (скелетне дисплазије).

## Узроци поремећаја раста
Раст неке индивидуе одражава интеракцију различитих пренаталних и постнаталних утицаја, укључујући исхрану, хормоне, опште здравствено стање и психолошке факторе, као и резултат дејства бројним мултифакторских утицаја и комплексних процеса, као и значајног удела генетичких чинилаца.

### Различите генетски условљене болести
Велику групу узрока ниског раста чине генетички узроковане форме ниског раста настале услед:
- Скелетних дисплазија — ахондроплазија, хипохондроплазија,
- Структурних и нумеричких хромозомских аберација — Тарнеров синдром, Даунов синдром, Едвардсов синдром, Cri du Chat синдром, Wolf Hirschhorn синдром и други.
- Измена генетичког материјала које нису доступне класичном кариотипизацијом типа микроделеција, микродупликација, унипаренталне дизомије,
- Поремећаја генетичког импринтинга,
- Варијације броја поновака појединачних нуклеотида
- Других абнормалности.[5]

#### Примери нумеричких хромозомских аберација удружених са ниским растом
| Хромозом    | Синдром                              | Узрок                   | Симптоми |
| ----------- | ------------------------------------ | ----------------------- | --- |
| Хромозом 21 | Даунов синдром (ОМИМ: 190685)        | Тризомија 21. хромозома | Низак раст, специфични дисморфолошки знаци; кашњење психомоторног развоја |
| Хромозом X  | Тарнеров синдром (ОМИМ: -)           | Монозомија X хромозома  | Низак раст, снижене интелектуалне функције, дисморфолошки знаци, коарктација аорте, инфертилитет, потковичаст бубрег, невуси.                                                                |
| Хромозом Y  | Мешовита гонадна дисгенеза (ОМИМ: -) | X/XY мозаицизам         | Низак раст код оба пола; парцијална вирилизација, амбигус гениталије; асиметричан развој тестиса, крипторхизам, парцијална тестикуларна дисгенеза, хипоспадија. Нормалан психомоторни развој |

#### Примери обољења са ниским растом узрокованих структурним хромозомским аберацијама
| Хромозом        | Синдром                                      | Узрок                                                                   | Симптоми |
| --------------- | -------------------------------------------- | ----------------------------------------------------------------------- | --- |
| Хромозом 2      | Синдром микродупликације 2p16p22             | Микродупликација 2p16p22                                                | Низак раст, касни коштано сазревање, дизморфија лица |
| Хромозом 4      | Wolф -Hirschhorn синдром (ОМИМ: 194190)      | Делеција кратког крака 4. хромозома                                     | Низак раст, дисморфолошки знаци, „маска грчког ратника“, епикантуси, кратак филтрум, спуштени углови усана, конвулзије; кашњење психомоторног развоја                                                                      |
| Хромозом 4      | Синдром делеције 4q21 (ОМИМ: 613509)         | Делеција дела дугог крака 4. хромозома                                  | Низак раст, хипотонија, дисморфолошки знаци;широко чело, иперелоризам, кратак филтрум, тешка психомоторна ретардација |
| Хромозом 5      | Cri du Chat синдром (ОМИМ: 123450)           | Делеција кратког крака 5. хромозома                                     | Низак раст, микроцефалија, округло лице, хипертелоризам, микрогнатија, хипотонија, дисморфолошки знаци; тешка психомоторна ретардација, специфичан плач због хипоплазије хрскавице ларинкса                                |
| Хромозом 7 и 11 | Silver-Russel (ОМИМ: 180860; 312780; 616489) | Матернална микродупликација 11p15 matUPD7, поремећаји импринтинга 11p15 | Низак раст, интраутерусна ретардација раста, дисморфолошки знаци (високо чело, мала вилица, триангуларно лице, клинодактилија, камптодактилија, хипоспадија, асиметрија тела, кашњење психомоторног развоја)               |
| Хромозом 11     | WAGR синдром (ОМИМ: 194072)                  | Делеција 11p13                                                          | Низак раст, аниридија, хемихипертрофија, крипторхизам, Вилмсов тумор |
| Хромозом 14     | Temple (ОМИМ: 616222)                        | Mat UPD 14 (14q32)                                                      | Низак раст, мала порођајна тежина, хипотонија, потешкоће са храњењем, широко чело, кратак нос, мале шаке и стопала |
| Хромозом 15     | Prader Willi sindrom (ОМИМ: 176270)          | Делеција 15q11-13                                                       | Низак раст, интелектуални дефицит, поремећаји понашања, микроцефалија, страбизам, микропенис, гојазност |
| Хромозом 17     | Smith-Magenis синдром (ОМИМ: 182290)         | Делеција 17p11.2                                                        | Низак раст, брахицефалија, хипоплазија средњег дела лица, прогнатизам, груб глас, кашњење говора, глувоћа, поремећаји понашања, психомоторна ретардација, може бити удружен са дефицитом хормона раста                     |
| Хромозом 17     | Miller-Dieker синдром (ОМИМ: 247200)         | Делеција 17p13.3                                                        | Низак раст, лизенцефалија, микроцефалија, набрана кожа у пределу глабеле, проминентан окципит, уско чело, надоле постављени очни прорези, мали нос, кардиоваскуларне аномалије, хипопластичне мушке гениталије, конвулзије |
| Хромозом 17     | Синдром дупликације 17q21.25 (ОМИМ: -)       | Дупликација 17q21.25                                                    | Низак раст, кашњење психомоторног развоја. дистална артрогрипоза, резистенција на хормон раста |
| Хромозом 22     | DiGeorge синдром (ОМИМ: 192430)              | Микроделеција 22q11                                                     | Низак раст, варијабилан фенотип, хиперназални говор, хипокалцемија, велопалатинална инсуфицијенција, хипопаратиреоидизам, интелектуалне потешкоће                                                                          |

#### Моногенски условљена обољења (из групе RAS-опатија) која су удружена са ниским растом
| Ген                                             | Синдром                                                                                        | Наслеђивање          | Симптоми |
| ----------------------------------------------- | ---------------------------------------------------------------------------------------------- | -------------------- | --- |
| Ген: PTPN11, KRASk SOS1, RAF1, NRAS, BRAF, RIT1 | Noonanov синдром (ОМИМ: 163950 605275 609942 610733 611553 613224 613706 615355 616559 616564) | аутозомно доминантно | Низак раст, дизморфија лица, урођена срчана мана |
| Ген: HRAS                                       | Costello синдром (ОМИМ: 218040)                                                                | аутозомно доминантно | Низак раст, слабије напредовање, кашњење психомоторног развоја, урођена срчана мана                                                                                                 |
| Ген: PTPN11, RAF1, BRAF                         | Леопард синдром (ОМИМ: 151100; 611554; 613707)                                                 | аутозомно доминантно | Низак раст са мултиплим лентигинозним променама, електрокардиографским поремећајима спровођења, хипертелоризам, пулмонална стеноза, абнормалне гениталије, сензоринеурална глувоћа. |

### Поремећаји исхране
Недовољна исхрана је због неједнаакости у многим друштвима и деловима света и данас један од најчешћих узрока ниског раста. Неухрањена деца су ниска због недостатка витамина и олигоелемената и малокрвности.
Такође таква деце због неадекватне исхране чешће побољевају, па самим тим и због тога спорије расту. Када се таквој деци обезбеди адекватна исхран она почну брже да расту (компензаторни раст).

### Стечена хроничне болести
Хроничне болести један су од узрока споријег раста и слабог добијања на телесној тежине. Ова деца имају успорено коштано сазревања, кашњење у појави секундарних сексуалних карактеристика итд. Како су многе хроничне болести праћене недовољним уносом хранљивих материја због — повраћања, муке, слабе ресорпције хране у органима за варење, недостатка неких витамина или олигоелемената итд, оне за последицу имају и низак раста због секундарно изазваних поремећаја исхране.
У најчешчћа стечена хронична обољења, која могу бити узрок ниског раста спадају:
| - Астма - Целијакија - Конгенитална болест срца - Кушингова болест - Шећерна болест тип 1 - Хипотиреоидоза | - Запаљењске болести црева - Јувенилни реуматоидни артритис - Болессти бубрега - Анемија српастих ћелија - Таласемија |

Правовремено и правилно лечење основне болести< најчешће резултује и нормализицајим раста.

### Ендокрини поремећаји
Иако већина сматра да су они примарни фактор ниског раста, само око 10% ниске деце има поремећаји рада жлезда са унутрашњим лучењем. Од ендокриних поремећаја низак раст изазива недостатак:
- Хормона раста, чији је недостатак најчешће последица поремећаја функције хипоталамуса или хипофизе.
- Тироидних хормона,
- Инсулина,
- Појачано лучење полних хормона.

Деца, са ендокрино изазваним поремећајима раста су
- ниског раста, пропорционално грађена,
- пуначка,
- младалачког лица,
- малих стопала и шака,
- високог чела.

Ова деца расту спорије од остале деце, коштано сазревање је спорије и пубертет код њих наступа знатно касније.

### Неповољне социјалне и психоемоционалне околности
Неповољне социјалне и психоемоционалне околности, у којим родитељи или средина не воле или запостављају децу, могу утицати на појаву психосоцијалног ниског раста праћеног низом поремећаја сна и различитим облицима бизарног понашања.
Таква деца која могу да имају низак раст због необичних навика у исхрани, или лошег социјалног окружења, у условима промене животне средине, могу нормализовати ток раста.

### Застој у расту пре рођења
Застој у расту пре рођења деца, карактерише се малом порођајном тежином и дужином датета на рођењу (2СД испод тежине свог гестацијског доба), Таква новорођенчад имају:
- релативно велику лобању, а ситно лице.
- урођене малформације,
- честу менталну ретардацију.

Застој у расту пре рођења може да буде последица:
- обољења постељице (инсуфицијенција плаценте),
- инфекције мајке и плода (рубеола, цитомегаловирус, токсоплазмоза, сифилис,
- употреба неких лекова (нпр антиепилептици),
- гладовање мајке,
- пушење дувана,
- злоупотреба алкохол и
- тешке болести мајке.

## Дијагноза
Дијагноза се поред физикалног прегледа и мерења телесних параметара (висина и тежина) допуњује лабораторијскоим тестовима, пре свега молекуларном дијагностиком која је потребна ради потврде клиничке дијагнозе и ради правилног приступа мониторовању, потребној додатној дијагностици, давању исправне генетичке информације, пренаталној дијагностици и лечењу.
Развој нових технологија допринео је разјашњавању генетичких узрока ниског раста, укључујући и синдромске и несиндромске форме ниског раста.
Данас се све више у дијагностици ниског раста (нарочито када је претходно тестирање за познате синдроме негативно) користе ове технике:
- анализа полиморфизама појединачних нуклеотида комплетног генома (engl. Whole Genome Single Nucleotide Polymorphism)
- ереј компаративна геномска хибридизација (енгл. Аrrаy-Comparative Genomic Hybridization)
- техника секвенцирање комплетног генома (енгл. Whole Exome Sequencing).[8]

## Терапија
Пре почетка било какве терапије важно је да се постави дијагноза ниског раста, и тиме искључи физиолошки низак раст. Терапија мора да започне на време, и де буде заснована на мултидисциплинарном приступу: у спровођењу дијагностике, медицинском праћењу и лечењу деце захваћене ниским растом, како би њен успех био већи. Такође због комплексности могућих генетичких узрока на раст, при приступу пацијентима са ниским растом треба размотрити и могућности детекције узрока ниског раста савременим доступним молекуларно-генетичким технологијама.
Хируршка терапија се може пприменити али она зависи од узрока ниског раста. Тумори мозга који изазивају хипосоматотропизам могу захтевати неурохируршку интервенцију, у зависности од типа и локације тумора. Примењене су и хируршке процедуре за продужења лимбуса, али, како носе огромне ризике од морбидитета и морталитета, данас се не препоручују.
Ако лечење није могуће или није потребно дете и родитељи то треба да знају. Давање хормона раста здравој наследно ниској деци није етично, и може бити штетно.

### Трошкови терапије
Како се у савременом свету и медицински третман заснива на утрошку знатних материјалних средстава треба навести и трошкове лечења ниског раста. Наиме цена лечења зависи од количине датог хормона раста, што зависи од тежине и старости детета, па тако једногодишња цена утрошених лекова кошта око 20.000 долара за мало дете и преко 50.000 долара за тинејџера. Ако се узме у обзир да терапија траје пет или више година, добијамо податак да укупни трошкови лечења могу да достигну износ од 100.000 до 400.000 долара.

## Занимљивости
За време Првог светског рата у Британији, минимална висина за регрутоване војнике била је 160 цм. Тако је хиљаде људи са мањом висином од ове било ускраћено да се бори у рату. Као резултат притиска јавности да им се омогући регрутација, створени су специјални „Бантамови батаљони" састављени од мушкараца који су били високи од 150 до 160 цм. До краја рата основано је је 29 „Бантамских батаљона” од по 1.000 људи. Службеници у овим батаљонима били су „нормалне” висине за војне стандарде.